# Lijst van parishes in Louisiana
De Amerikaanse staat Louisiana is onderverdeeld in 64 parishes. Hoewel de naam anders is, zijn de parishes te vergelijken met de county's in 48 van de andere Amerikaanse staten. Toen Louisiana door de Verenigde Staten van Frankrijk was overgenomen, heeft men het gebied ingedeeld in gebieden die ongeveer samenvielen met de kerkparochies die toen in het gebied bestonden. In de grondwet van Louisiana van 1845 is de term blijven bestaan.
In het zuiden van de staat vormen 22 parishes een aparte regio: Acadiana (naar het oude Acadië) of Cajun Country. Louisiana heeft dit gebied erkend als een aparte regio vanwege zijn bijzondere cultuur van Franse herkomst.

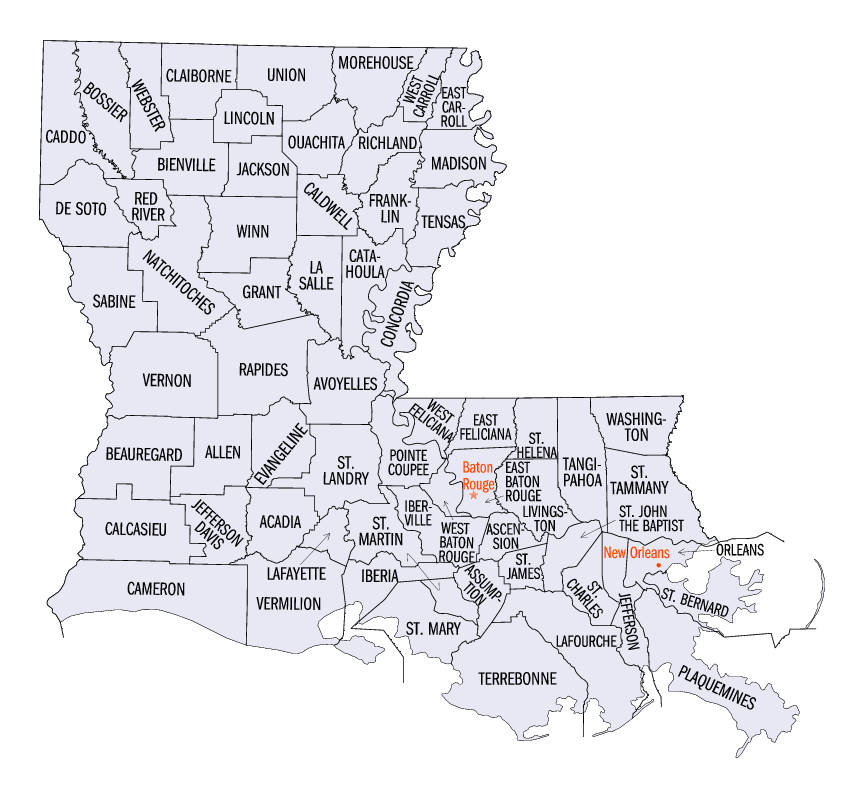
Parishes van Louisiana

| Parish               | Inwoners 1 juli 2007 | Hoofdplaats       | Inwoners 1 juli 2007 |
| -------------------- | -------------------- | ----------------- | -------------------- |
| Acadia               | 59.958               | Crowley           | 14.011               |
| Allen                | 25.524               | Oberlin           | 1915                 |
| Ascension            | 99.056               | Donaldsonville    | 7497                 |
| Assumption           | 22.991               | Napoleonville     | 667                  |
| Avoyelles            | 42.169               | Marksville        | 5668                 |
| Beauregard           | 34.776               | DeRidder          | 10.096               |
| Bienville            | 14.907               | Arcadia           | 2767                 |
| Bossier              | 108.705              | Benton            | 2853                 |
| Caddo                | 252.609              | Shreveport        | 199.569              |
| Calcasieu            | 184.512              | Lake Charles      | 70.270               |
| Caldwell             | 10.307               | Columbia          | 450                  |
| Cameron              | 7414                 | Cameron           | 1464                 |
| Catahoula            | 10.452               | Harrisonburg      | 727                  |
| Claiborne            | 16.283               | Homer             | 3427                 |
| Concordia            | 19.058               | Vidalia           | 4142                 |
| De Soto              | 26.269               | Mansfield         | 5412                 |
| East Baton Rouge     | 430.317              | Baton Rouge       | 227.071              |
| East Carroll         | 8302                 | Lake Providence   | 4318                 |
| East Feliciana       | 20.833               | Clinton           | 1891                 |
| Evangeline           | 35.905               | Ville Platte      | 8282                 |
| Franklin             | 20.060               | Winnsboro         | 4873                 |
| Grant                | 19.758               | Colfax            | 1661                 |
| Iberia               | 74.965               | New Iberia        | 32.910               |
| Iberville            | 32.501               | Plaquemine        | 6728                 |
| Jackson              | 15.139               | Jonesboro         | 3725                 |
| Jefferson            | 423.520              | Gretna            | 15.984               |
| Jefferson Davis      | 31.177               | Jennings          | 10.546               |
| LaSalle              | 14.041               | Jena              | 2864                 |
| Lafayette            | 204.843              | Lafayette         | 113.554              |
| Lafourche            | 92.713               | Thibodaux         | 14.158               |
| Lincoln              | 42.562               | Ruston            | 21.005               |
| Livingston           | 116.580              | Livingston        | 1688                 |
| Madison              | 11.858               | Tallulah          | 7707                 |
| Morehouse            | 28.783               | Bastrop           | 11.908               |
| Natchitoches         | 39.485               | Natchitoches      | 18.177               |
| Orleans              | 239.124              | New Orleans       | 239.124              |
| Ouachita             | 149.502              | Monroe            | 51.208               |
| Plaquemines          | 21.540               | Pointe à la Hache | ---                  |
| Pointe Coupee        | 22.392               | New Roads         | 4763                 |
| Rapides              | 130.079              | Alexandria        | 45.857               |
| Red River            | 9195                 | Coushatta         | 2116                 |
| Richland             | 20.469               | Rayville          | 4040                 |
| Sabine               | 23.683               | Many              | 2756                 |
| St. Bernard          | 19.826               | Chalmette         | 9491                 |
| St. Charles          | 52.044               | Hahnville         | 3016                 |
| St. Helena           | 10.620               | Greensburg        | 626                  |
| St. James            | 21.578               | Convent           | ---                  |
| St. John the Baptist | 47.684               | Edgard            | 2913                 |
| St. Landry           | 91.362               | Opelousas         | 23.058               |
| St. Martin           | 51.651               | St. Martinville   | 7019                 |
| St. Mary             | 51.311               | Franklin          | 7760                 |
| St. Tammany          | 226.625              | Covington         | 9493                 |
| Tangipahoa           | 115.398              | Amite City        | 4297                 |
| Tensas               | 5865                 | St. Joseph        | 1114                 |
| Terrebonne           | 108.424              | Houma             | 32.618               |
| Union                | 22.773               | Farmerville       | 3655                 |
| Vermilion            | 55.691               | Abbeville         | 11.667               |
| Vernon               | 47.380               | Leesville         | 5957                 |
| Washington           | 44.920               | Franklinton       | 3712                 |
| Webster              | 40.924               | Minden            | 13.049               |
| West Baton Rouge     | 22.625               | Port Allen        | 5058                 |
| West Carroll         | 11.553               | Oak Grove         | 1987                 |
| West Feliciana       | 15.113               | St. Francisville  | 1555                 |
| Winn                 | 15.521               | Winnfield         | 5140                 |

Alabama · Alaska · Arizona · Arkansas · Californië · Colorado · Connecticut · Delaware · Florida · Georgia · Hawaï · Idaho · Illinois · Indiana · Iowa · Kansas · Kentucky · Louisiana · Maine · Maryland · Massachusetts · Michigan · Minnesota · Mississippi · Missouri · Montana · Nebraska · Nevada · New Hampshire · New Jersey · New Mexico · New York · North Carolina · North Dakota · Ohio · Oklahoma · Oregon · Pennsylvania · Rhode Island · South Carolina · South Dakota · Tennessee · Texas · Utah · Vermont · Virginia · Washington · West Virginia · Wisconsin · Wyoming